# Braches
Braches (picardisch: Brache) ist eine nordfranzösische Gemeinde mit 205 Einwohnern (Stand 1. Januar 2022) im Département Somme in der Region Hauts-de-France. Die Gemeinde liegt im Arrondissement Montdidier, ist Teil der Communauté de communes Avre Luce Noye und gehört zum Kanton Moreuil.

## Geographie
Braches liegt am linken (westlichen) Ufer der Avre, in die hier der Bach Braches mündet, der über knapp 5 km im Wesentlichen parallel zur Avre in deren Tal verläuft, rund 5 km südsüdöstlich von Moreuil. Braches ist durch eine Brücke mit La Neuville-Sire-Bernard am gegenüberliegenden Flussufer verbunden. Das Flusstal ist teilweise versumpft.

## Geschichte
Die Gemeinde erhielt als Auszeichnung das Croix de guerre 1914–1918.

## Einwohner
| 1962 | 1968 | 1975 | 1982 | 1990 | 1999 | 2006 | 2010 |
| ---- | ---- | ---- | ---- | ---- | ---- | ---- | ---- |
| 116  | 127  | 108  | 155  | 185  | 201  | 226  | 223  |

## Verwaltung
Bürgermeister (maire) ist seit 2001 William Douchet.

## Sehenswürdigkeiten
- Die Martinskirche (église Saint-Martin de Braches) stammt ursprünglich aus dem 16. Jahrhundert. Nach ihrer Zerstörung im Ersten Weltkrieg wurde sie wiederaufgebaut.
- Reste des Schlosses von Filescamps in Richtung Grivesnes, größtenteils nach Bombenschäden 1918 abgebrochen.

## Persönlichkeiten
- Urbain Jacques Dominique de Beaurepaire (1787–1859), Ritter der Ehrenlegion.